# Fase final da Copa Libertadores da América de 2009
A fase final da Copa Libertadores da América de 2009 compreendeu as disputas de oitavas de final, quartas de final, semifinal e final. As equipes se enfrentaram em jogos eliminatórios de ida e volta em cada fase, e a que somou mais pontos classificou-se a fase seguinte.

## Critérios de desempate
De acordo com o regulamento oficial da competição, se em um cruzamento as determinadas equipes igualassem em pontos, o primeiro critério de desempate seria o saldo de gols. Caso empatassem o saldo de gols, o gol marcado na casa do adversário entraria em consideração. Persistindo o empate, a vaga seria decidida na disputa por pênaltis.
Na final, não seria válido o gol marcado fora como critério de desempate. Em caso de igualdade no placar agregado, seria disputada uma prorrogação e, persistindo o empate, disputa por pênaltis.

## Classificação geral
Para determinar todos os cruzamentos da fase final, foi levado em conta o desempenho de todas as equipes na fase de grupos. As equipes que finalizaram como primeiros colocados nos grupos dividiram-se de 1º a 8º e as equipes que se classificaram com o segundo lugar nos grupos, de 9º a 16º. A melhor equipe enfrentou a 16ª, a 2ª contra a 15ª, e assim sucessivamente.
| Pos. | Primeiros dos grupos | Pts | J | V | E | D | GP | GC | SG  |
| ---- | -------------------- | --- | - | - | - | - | -- | -- | --- |
| 1    | Grêmio               | 16  | 6 | 5 | 1 | 0 | 11 | 1  | +10 |
| 2    | Boca Juniors         | 15  | 6 | 5 | 0 | 1 | 11 | 3  | +8  |
| 3    | Nacional             | 14  | 6 | 4 | 2 | 0 | 12 | 3  | +9  |
| 4    | São Paulo            | 13  | 6 | 4 | 1 | 1 | 10 | 6  | +4  |
| 5    | Cruzeiro             | 13  | 6 | 4 | 1 | 1 | 9  | 5  | +4  |
| 6    | Sport                | 13  | 6 | 4 | 1 | 1 | 10 | 7  | +3  |
| 7    | Libertad             | 12  | 6 | 4 | 0 | 2 | 7  | 5  | +2  |
| 8    | Caracas              | 10  | 6 | 3 | 1 | 2 | 7  | 4  | +3  |

| Pos. | Segundos dos grupos    | Pts | J | V | E | D | GP | GC | SG |
| ---- | ---------------------- | --- | - | - | - | - | -- | -- | -- |
| 9    | Deportivo Cuenca       | 10  | 6 | 3 | 1 | 2 | 9  | 4  | +5 |
| 10   | Estudiantes            | 10  | 6 | 3 | 1 | 2 | 9  | 4  | +5 |
| 11   | Palmeiras              | 10  | 6 | 3 | 1 | 2 | 9  | 7  | +2 |
| 12   | Universidad de Chile   | 10  | 6 | 3 | 1 | 2 | 8  | 6  | +2 |
| 13   | Guadalajara            | 9   | 6 | 2 | 3 | 1 | 9  | 6  | +3 |
| 14   | San Luis               | 8   | 6 | 2 | 2 | 2 | 7  | 7  | 0  |
| 15   | Defensor Sporting      | 8   | 6 | 2 | 2 | 2 | 6  | 6  | 0  |
| 16   | Universidad San Martín | 8   | 6 | 2 | 2 | 2 | 7  | 9  | -2 |

## Oitavas de final
Devido ao surto de gripe A (H1N1) que afeta o México, as equipes do país classificadas as oitavas de final (San Luis e Guadalajara) estavam inabilitadas para jogar em seus estádios. A Confederação Sul-Americana de Futebol (CONMEBOL) decidiu, em comum acordo com as federações nacionais, transferir as partidas contra Nacional e São Paulo para o estádio El Campín em Bogotá, na Colômbia, mas a prefeitura de Bogotá se recusou a receber as partidas alegando alto risco de contaminação no caso da presença de mexicanos. Diante do impasse, as partidas foram adiadas a tempo de se encontrar uma solução. Em 8 de maio, a CONMEBOL decidiu que ambos os confrontos seriam realizados em partidas únicas, sendo decididas nos pênaltis em caso de empate no tempo normal. Os clubes mexicanos, através da Federação Mexicana de Futebol, não concordaram com a decisão e anunciaram que se retirariam da competição. A CONMEBOL oficializou a desistência dos clubes em 11 de maio.
| Chave | Equipe 1     | Total       | Equipe 2               | Ida | Volta |
| ----- | ------------ | ----------- | ---------------------- | --- | ----- |
| A     | Grêmio       | 5–1         | Universidad San Martín | 3–1 | 2–0   |
| B     | Boca Juniors | 2–3         | Defensor Sporting      | 2–2 | 0–1   |
| C     | Nacional     | (wo)        | San Luis               | *   | *     |
| D     | São Paulo    | (wo)        | Guadalajara            | *   | *     |
| E     | Cruzeiro     | 3–1         | Universidad de Chile   | 2–1 | 1–0   |
| F     | Sport        | 1–1 (1–3 p) | Palmeiras              | 0–1 | 1–0   |
| G     | Libertad     | 0–3         | Estudiantes            | 0–3 | 0–0   |
| H     | Caracas      | 5–2         | Deportivo Cuenca       | 1–2 | 4–0   |

- San Luis e Guadalajara desistiram, Nacional e São Paulo classificaram-se diretamente as quartas-de-final.[8]

### Chave A
Primeiro jogo
| 6 de maio de 2009 19:50 (UTC-5) | Universidad San Martín | 1 – 3     | Grêmio                    | Estádio Alejandro Villanueva, Lima |
|                                 | Arzuaga 34'            | Relatório | Souza 9' · López 46', 61' | Árbitro: ECU Carlos Vera           |

Segundo jogo
| 13 de maio de 2009 22:00 (UTC-3) | Grêmio                  | 2 – 0  | Universidad San Martín | Estádio Olímpico Monumental, Porto Alegre  |
|                                  | Jonas 17' · Herrera 74' | Súmula |                        | Público: 23 839 Árbitro: PAR Antonio Arias |

### Chave B
Primeiro jogo
| 14 de maio de 2009 19:30 (UTC-3) | Defensor Sporting         | 2 – 2     | Boca Juniors             | Estádio Centenário, Montevidéu |
|                                  | Gaglianone 45' · Mora 84' | Relatório | Palermo 3' · Palacio 56' | Árbitro: PAR Carlos Torres     |

Segundo jogo
| 21 de maio de 2009 19:50 (UTC-3) | Boca Juniors | 0 – 1     | Defensor Sporting | Estádio La Bombonera, Buenos Aires |
|                                  |              | Relatório | de Souza 27'      | Árbitro: BRA Sálvio Fagundes       |

### Chave C
| 20 de maio | Nacional | (cancelado) | San Luis | Estádio Centenário, Montevidéu |
|            |          |             |          |                                |

### Chave D
| 20 de maio | São Paulo | (cancelado) | Guadalajara | Estádio do Morumbi, São Paulo |
|            |           |             |             |                               |

### Chave E
Primeiro jogo
| 7 de maio de 2009 21:15 (UTC-4) | Universidad de Chile | 1 – 2     | Cruzeiro                          | Estádio Nacional de Chile, Santiago |
|                                 | Villalobos 85'       | Relatório | Soares 8' · Marquinhos Paraná 52' | Árbitro: URU Jorge Larrionda        |

Segundo jogo
| 14 de maio de 2009 19:30 (UTC-3) | Cruzeiro   | 1 – 0     | Universidad de Chile | Estádio Mineirão, Belo Horizonte             |
|                                  | Kléber 74' | Relatório |                      | Público: 36 898 Árbitro: ARG Héctor Baldassi |

### Chave F
Primeiro jogo
| 5 de maio de 2009 21:15 (UTC-3) | Palmeiras    | 1 – 0     | Sport | Estádio Palestra Itália, São Paulo          |
|                                 | Ortigoza 74' | Relatório |       | Público: 23 991 Árbitro: ARG Sergio Pezzota |

Segundo jogo
| 12 de maio de 2009 20:15 (UTC-3) | Sport      | 1 – 0     | Palmeiras | Estádio Ilha do Retiro, Recife              |
|                                  | Wilson 83' | Relatório |           | Público: 28 487 Árbitro: CHI Carlos Chandía |

|                                       |       | Penalidades                 |  |
| Luciano Henrique Igor Fumagalli Dutra | 1 – 3 | Mozart Marcão Danilo Armero |  |

### Chave G
Primeiro jogo
| 7 de maio de 2009 20:00 (UTC-3) | Estudiantes                           | 3 – 0     | Libertad | Estádio Ciudad de La Plata, La Plata      |
|                                 | Fernández 1' · Boselli 64' (pen), 70' | Relatório |          | Público: 20 912 Árbitro: BRA Carlos Simon |

Segundo jogo
| 14 de maio de 2009 21:00 (UTC-4) | Libertad | 0 – 0     | Estudiantes | Estádio Feliciano Cáceres, Luque            |
|                                  |          | Relatório |             | Público: 1 987 Árbitro: URU Roberto Silvera |

### Chave H
Primeiro jogo
| 7 de maio de 2009 15:50 (UTC-5) | Deportivo Cuenca                    | 2 – 1     | Caracas    | Estádio Alejandro Serrano Aguilar, Cuenca |
|                                 | Teixeira Pereira 58' · Villalba 69' | Relatório | Cichero 3' | Árbitro: PER Víctor Hugo Rivera           |

Segundo jogo
| 12 de maio de 2009 21:15 (UTC-4:30) | Caracas                                                     | 4 – 0  | Deportivo Cuenca | Estádio Olímpico da UCV, Caracas |
|                                     | Figueroa 24' (pen) · Prieto 42' · E. Rentería 52' · Rey 73' | Súmula |                  | Árbitro: ARG Pablo Lunati        |

## Quartas de final
| Chave | Equipe 1          | Total    | Equipe 2    | Ida | Volta |
| ----- | ----------------- | -------- | ----------- | --- | ----- |
| S1    | Grêmio            | 1–1 (gf) | Caracas     | 1–1 | 0–0   |
| S2    | Defensor Sporting | 0–2      | Estudiantes | 0–1 | 0–1   |
| S3    | Nacional          | 1–1 (gf) | Palmeiras   | 1–1 | 0–0   |
| S4    | São Paulo         | 1–4      | Cruzeiro    | 1–2 | 0–2   |

### Chave S1
Primeiro jogo
| 27 de maio de 2009 20:20 (UTC-4:30) | Caracas    | 1 – 1     | Grêmio           | Estádio Olímpico da UCV, Caracas |
|                                     | Cichero 2' | Relatório | Fábio Santos 75' | Árbitro: URU Roberto Silvera     |

Segundo jogo
| 17 de junho de 2009 21:50 (UTC-3) | Grêmio | 0 – 0     | Caracas | Estádio Olímpico Monumental, Porto Alegre  |
|                                   |        | Relatório |         | Público: 36 725 Árbitro: PAR Carlos Torres |

### Chave S2
Primeiro jogo
| 28 de maio de 2009 19:30 (UTC-3) | Defensor Sporting | 0 – 1     | Estudiantes  | Estádio Centenário, Montevidéu |
|                                  |                   | Relatório | Desábato 12' | Árbitro: VEN Juan Soto         |

Segundo jogo
| 18 de junho de 2009 19:30 (UTC-3) | Estudiantes | 1 – 0     | Defensor Sporting | Estádio Ciudad de La Plata, La Plata    |
|                                   | Benítez 13' | Relatório |                   | Público: 27 855 Árbitro: COL Óscar Ruiz |

### Chave S3
Primeiro jogo
| 28 de maio de 2009 22:00 (UTC-3) | Palmeiras       | 1 – 1     | Nacional   | Estádio Palestra Itália, São Paulo         |
|                                  | Diego Souza 55' | Relatório | García 80' | Público: 24 737 Árbitro: PAR Carlos Torres |

Segundo jogo
| 17 de junho de 2009 19:20 (UTC-3) | Nacional | 0 – 0     | Palmeiras | Estádio Centenário, Montevidéu           |
|                                   |          | Relatório |           | Público: 46 269 Árbitro: ECU Carlos Vera |

### Chave S4
Primeiro jogo
| 27 de maio de 2009 21:50 (UTC-3) | Cruzeiro                           | 2 – 1     | São Paulo      | Estádio Mineirão, Belo Horizonte            |
|                                  | Leonardo Silva 45' · Zé Carlos 65' | Relatório | Washington 56' | Público: 52 906 Árbitro: CHI Carlos Chandía |

Segundo jogo
| 18 de junho de 2009 22:00 (UTC-3) | São Paulo | 0 – 2     | Cruzeiro                        | Estádio do Morumbi, São Paulo               |
|                                   |           | Relatório | Henrique 65' · Kléber 81' (pen) | Público: 52 809 Árbitro: ARG Sergio Pezzota |

## Semifinais
Segundo o regulamento oficial, se dois times do mesmo país alcançassem às semifinais em lados opostos do cruzamento original, os confrontos seriam alterados de forma a esses dois times se enfrentarem nessa fase, modificando os cruzamentos pré-determinados.
| Chave | Equipe 1 | Total | Equipe 2    | Ida | Volta |
| ----- | -------- | ----- | ----------- | --- | ----- |
| F1    | Grêmio   | 3–5   | Cruzeiro    | 1–3 | 2–2   |
| F2    | Nacional | 1–3   | Estudiantes | 0–1 | 1–2   |

### Chave F1
Primeiro jogo
| 24 de junho de 2009 21:50 (UTC-3) | Cruzeiro                                           | 3 – 1     | Grêmio    | Estádio Mineirão, Belo Horizonte           |
|                                   | Wellington Paulista 38' · Wágner 47' · Fabinho 67' | Relatório | Souza 78' | Público: 51 696 Árbitro: CHI Enrique Osses |

Segundo jogo
| 2 de julho de 2009 21:50 (UTC-3) | Grêmio                | 2 – 2     | Cruzeiro                     | Estádio Olímpico Monumental, Porto Alegre |
|                                  | Réver 54' · Souza 74' | Relatório | Wellington Paulista 34', 36' | Público: 40 452 Árbitro: COL Óscar Ruiz   |

### Chave F2
Primeiro jogo
| 25 de junho de 2009 19:40 (UTC-3) | Estudiantes | 1 – 0     | Nacional | Estádio Ciudad de La Plata, La Plata |
|                                   | Galván 14'  | Relatório |          | Árbitro: BOL René Ortubé             |

Segundo jogo
| 1 de julho de 2009 21:15 (UTC-3) | Nacional   | 1 – 2     | Estudiantes        | Estádio Centenário, Montevidéu             |
|                                  | Medina 75' | Relatório | Boselli 52', 90+1' | Público: 46 983 Árbitro: PAR Carlos Torres |

## Final
O campeão da Copa Libertadores 2009 garante o direito de participar do Campeonato Mundial de Clubes da FIFA 2009.
Além do Mundial de Clubes, o campeão adquire o direito de participar da Copa Libertadores 2010 e da Recopa Sul-Americana 2010, contra o campeão da Copa Sul-Americana de 2009.
| Equipe 1 | Total | Equipe 2    | Ida | Volta |
| -------- | ----- | ----------- | --- | ----- |
| Cruzeiro | 1–2   | Estudiantes | 0–0 | 1–2   |

Primeiro jogo
| 8 de julho de 2009 | Estudiantes | 0 – 0     | Cruzeiro | Estádio Ciudad de La Plata, La Plata         |
| 21:50 (UTC-3)      |             | Relatório |          | Público: 42 456 Árbitro: URU Jorge Larrionda |

Segundo jogo
| 15 de julho de 2009 | Cruzeiro     | 1 – 2     | Estudiantes                 | Estádio Mineirão, Belo Horizonte            |
| 21:50 (UTC-3)       | Henrique 52' | Relatório | Fernández 57' · Boselli 72' | Público: 64 801 Árbitro: CHI Carlos Chandía |